# 奧連任斯科耶湖
60°48′40″N 34°57′00″E / 60.8111°N 34.95°E
奧連任斯科耶湖（俄语：Оренженское озеро），是俄羅斯的湖泊，位於該國西北部，由列寧格勒州負責管轄，面積4.6平方公里，集水區面積110平方公里，平均水深7米，最大水深19米。